# Liste der denkmalgeschützten Objekte in Moorbad Harbach
Die Liste der denkmalgeschützten Objekte in Moorbad Harbach enthält die 6 denkmalgeschützten, unbeweglichen Objekte der Gemeinde Moorbad Harbach.

## Denkmäler
| Foto |                 | Denkmal                                                                                       | Standort                                      | Beschreibung | Metadaten |
| ---- | --------------- | --------------------------------------------------------------------------------------------- | --------------------------------------------- | --- | --- |
| ja   | Datei hochladen | Pfarrhof HERIS-ID: 29492 Objekt-ID: 26138                                                     | Harbach 5 Standort KG: Harbach                | Der Pfarrhof wurde von 1768 bis 1773 errichtet. | BDA-Hist.: Q37927125 Status: § 2a Stand der BDA-Liste: 2025-06-30 Name: Pfarrhof GstNr.: .5 Harbach Rectory, Lower Austria                                                                 |
| ja   | Datei hochladen | Bildstock hl. Johannes Nepomuk HERIS-ID: 29493 Objekt-ID: 26139                               | Standort KG: Harbach                          | | BDA-Hist.: Q37927140 Status: § 2a Stand der BDA-Liste: 2025-06-30 Name: Bildstock hl. Johannes Nepomuk GstNr.: 1102/21                                                                     |
| ja   | Datei hochladen | Kath. Pfarrkirche hl. Johannes der Täufer und ehem. Friedhof HERIS-ID: 29491 Objekt-ID: 26137 | Standort KG: Harbach                          | Die spätbarocke Kirche wurde von 1749 bis 1757 erbaut, ihr südseitig gelegener Kirchturm 1840 erhöht. Der Maler Josef Kessler gestaltete 1878 das Altarblatt am Hochaltar. Vom Maler Jakob Preitschopf stammen die Kreuzwegbilder aus dem Jahr 1833. | BDA-Hist.: Q20754101 Status: § 2a Stand der BDA-Liste: 2025-06-30 Name: Kath. Pfarrkirche hl. Johannes der Täufer und ehem. Friedhof GstNr.: .6, 58/1 Harbach Parish Church, Lower Austria |
| ja   | Datei hochladen | Steinbrunnerhof/Bauernhausmuseum HERIS-ID: 29496 Objekt-ID: 26142                             | Lauterbach 11 Standort KG: Lauterbach         | Der Vierseithof hat auf beiden Seiten einen Schopfwalm-Giebel. | BDA-Hist.: Q37927172 Status: Bescheid Stand der BDA-Liste: 2025-06-30 Name: Steinbrunnerhof/Bauernhausmuseum GstNr.: 572/1                                                                 |
| ja   | Datei hochladen | Ortskapelle Lauterbach HERIS-ID: 29495 Objekt-ID: 26141                                       | bei Lauterbach 68 Standort KG: Lauterbach     | Die neugotische Ortskapelle mit Neorenaissance-Altar wurde Ende des 19. Jahrhunderts / Anfang des 20. Jahrhunderts erbaut. | BDA-Hist.: Q37927165 Status: § 2a Stand der BDA-Liste: 2025-06-30 Name: Ortskapelle Lauterbach GstNr.: .49                                                                                 |
| ja   | Datei hochladen | Ortskapelle Wultschau HERIS-ID: 29501 Objekt-ID: 26147                                        | gegenüber Wultschau 10 Standort KG: Wultschau | Die 1748 errichtete Ortskapelle besitzt einen barocken Säulenaltar aus der ersten Hälfte des 18. Jahrhunderts. | BDA-Hist.: Q37927201 Status: § 2a Stand der BDA-Liste: 2025-06-30 Name: Ortskapelle Wultschau GstNr.: .26                                                                                  |